# Serjania elongata
Serjania elongata là một loài thực vật có hoa trong họ Bồ hòn. Loài này được J.F. Macbr. miêu tả khoa học đầu tiên năm 1931.